# Parco naturale del Monte Isarog
Il Parco naturale del Monte Isarog è un'area naturale protetta situata nella regione di Bicol, Provincia di Camarines Sur, nella parte meridionale della grande isola di Luzon nella parte centrale dell'arcipelago delle Filippine e creata nel 2002 dall'allora presidente delle Filippine Gloria Macapagal-Arroyo.

## Territorio
L'area protetta si estende per circa 100 chilometri quadrati intorno al monte Isarog nei territori delle municipalità di Calabanga, Tinambac, Tigaon, Goa, Ocampo e Pili nella Provincia di Camarines Sur.
Con i suoi 1966 metri di quota, l'Isarog è la maggiore elevazione del Camarines Sur. Si trova a metà della catena vulcanica di Bicol, una successione di sei vulcani, di cui tre attivi (ma non l'Isarog). Sulla cima del vulcano si aprono due crateri; quello più a est e più in basso contiene un certo numero di fumarole che emettono un getto costante di vapori e gas sulfurei. In punti più isolati delle pendici vulcaniche sgorgano inoltre diverse sorgenti calde.
Il monte Isarog è situato nei pressi di una parte di costa molto frastagliata, con l'angusta baia di San Miguel a nord-ovest e il più aperto golfo di Lagonoy a est. La città di Naga è situata appena 17 km a ovest dell'entrata principale del parco, a Panicuasan.
La montagna è circondata da terreni coltivi, che in alcune zone sono sconfinati anche nel parco, soggetto inoltre ad alcuni interventi illegali di taglio del bosco, seppure di piccola entità. Circa 4000 persone vivono all'interno del parco, fra cui una consistente comunità di agta, indigeni di etnia negrito, concentrati soprattutto lungo le pendici meridionali dell'Isarog, nei pressi della città di Ocampo. Nonostante la pressione antropica, circa il 60% della foresta è ancora intatta e a livello locale sono stati promossi diversi progetti di rimboschimento.

## Flora
Sebbene l'area intorno all'entrata del parco a Panicuasan, situata a circa 400 m di quota, sia parzialmente forestata, qui la foresta è interrotta dai terreni coltivi, almeno fino ai 900 m di altitudine. A queste quote, le coltivazioni scompaiono e cedono il terreno a boschetti fitti e ingarbugliati di foresta montana, che risalgono la montagna fino ai 1500 m. Da questo punto in poi fino alla cima si impongono gli alberi esili e bitorzoluti della foresta umida. A oggi, gli studi botanici sono stati limitati, ma si può ipotizzare che soprattutto la foresta umida sia un tesoro di specie vegetali, fra cui pandani, canne d'India, orchidee e rampicanti. È molto verosimile, quindi, che vi si possano fare scoperte rivelatrici per la scienza.

## Fauna
L'area protetta ospita almeno 143 specie di uccelli, 15 delle quali sono endemiche di Luzon, compresa una sottospecie di Sitta frontalis che si trova esclusivamente sul Monte Isarog. Altre specie endemiche del Parco sono il roditore endemico dell'isola di Luzon Archboldomys luzonensis, il ratto toporagno striato del Monte Isarog (Chrotomys gonzalesi), il roditore Batomys uragon, la rana Platymantis isarog, osservata solo sul Monte Isarog. Tra i mammiferi presenti nell'area vanno segnalati, fra gli altri, il cervo delle Filippine (Rusa marianna) e specie di scimmie, pipistrelli, gatti selvatici (Felis silvestris) e cinghiali. La classe degli uccelli è invece rappresentata dall'aquilastore delle Filippine (Nisaetus philippensis), dal martin pescatore di foresta delle Filippine (Ceyx melanurus), dalla pitta di Koch (Erythropitta kochi) e dal cacatua delle Filippine (Cacatua haematuropygia).